# Fräulein Julie
Fräulein Julie [ˈjuːli̯ə] ⓘ (schwedisch Fröken Julie) ist ein naturalistisches Trauerspiel von August Strindberg von 1888. Es ist sein meistgespieltes Theaterstück. Das Vorwort bildet eine theoretische Grundlage des modernen naturalistischen Theaters.

## Handlung
Das Kammerspiel handelt von der jungen adeligen Julie und ihrem Diener Jean und ihrem Verhältnis zueinander.
Es behandelt Klassenunterschiede, den Geschlechterkampf sowie Liebe und Lust.
Julie versucht, ihrem durch gesellschaftliche Normen geprägten Dasein zu entfliehen und etwas Spaß zu haben. Auf dem jährlichen Mittsommerfest tanzt sie mit der Dienerschaft und setzt sich damit über gültige Standesregeln hinweg. Sie fühlt sich zu dem älteren Diener Jean hingezogen, der in der Welt herumgekommen ist und sowohl gut erzogen als auch gebildet ist. Während der Nacht entwickelt sich aus dem Flirt zwischen Julie und Jean eine vollendete Liebesbeziehung.
Danach unterhalten sich beide in der Küche des Herrensitzes von Julies Vater.
Jeans Verlobte, die Köchin Kristin, hält sich teilweise auch dort auf.  Während Julies standesgemäßer Platz im Adel sie zunächst über Jean erhebt, übt Jean durch seine Bildung und seine Männlichkeit Macht über sie aus und wird im Laufe der Zeit zum stärkeren Part in der Zweier-Beziehung, und als der Machtausübende benutzt er Julie für seine persönlichen Ziele. Er treibt sie letztendlich in den Selbstmord.

## Personen
Es gibt drei handelnde Personen
Fräulein JulieTochter des Grafen. Ihre Mutter erzog sie dazu, wie ein Mann zu denken und zu handeln. Das wurde jedoch nicht von ihrer Umgebung akzeptiert. Auf Grund der dadurch entstandenen Konflikte hat sie sich zu einer zerrissenen Person entwickelt, die auf der einen Seite weiß, wie sie alles bekommen kann, was sie verlangt, die auf der anderen Seite aber nicht weiß, was sie eigentlich haben möchte.
JeanDiener des Grafen. Er behauptet, dass er Fräulein Julie oft gesehen und in jungen Jahren von ihr geträumt habe. Seit dieser Zeit ist er weit in der Welt herumgereist und hat viele Berufe ausgeübt, bis er einsah, was er in seinem Leben erreichen möchte: Sein Ziel ist es, in der Gesellschaft aufzusteigen. Als Erstes möchte er dazu ein eigenes Hotel eröffnen. Als er zum Gut des Grafen zurückkommt, dauert es nicht lange, bis Fräulein Julie ein Teil seines Planes wird. Er manipuliert sie und erreicht, dass sie zum Schluss seinen Wünschen folgt.
KristinDie Köchin im Haushalt des Grafen. Sie ist sehr religiös und mit Jean verlobt. Sie symbolisiert Stabilität und steht für die Rolle, die eine Frau nach gültiger Konvention zur Entstehungszeit des Dramas einnehmen soll. Sie verdeutlicht die Unstetigkeiten und Beziehungsveränderungen zwischen Jean und Julie.
Der GrafDer Graf taucht niemals auf der Szene auf. Seine Handschuhe und seine Stiefel auf der Bühne demonstrieren jedoch seinen großen Einfluss auf die beiden Hauptpersonen Jean und Julie.

## Werkgeschichte
August Strindberg hatte 1883 Schweden verlassen müssen, da die Vorwürfe gegen ihn wegen seiner letzten beiden Romane zu stark geworden waren. 1888 ließ die Familie sich in Kopenhagen in Dänemark nieder, im Sommer lebten sie im Herrensitz Skovlyst bei Kopenhagen. Dort verfasste Strindberg vom 22. Juli bis 10. August innerhalb von 20 Tagen Fröken Julie. Noch vor Ende des Jahres erschien das Werk im Druck, allerdings in einer vom Verleger Josef Seligmann gekürzten Fassung.
Das Drama sollte das Eröffnungsstück für Strindbergs neues avantgardistisches Skandinavisk Forsøgsteater in Kopenhagen werden. Am Abend vor der geplanten Premiere erschien die Polizei und erklärte es für verboten. Am 9. März 1889 konnte dann nur noch der zweite geplante Einakter Gläubiger gezeigt werden.
Strindberg gelang es, am 14. März eine Vorstellung im Studentenverein (Studentersamfundet) der Universität Kopenhagen aufführen zu lassen, allerdings nur als geschlossene Veranstaltung für geladene Gäste. Die Hauptrolle spielte seine Frau Siri von Essen.
1892 gab es eine erste Aufführung in einem ordentlichen Theater durch die Freie Bühne in Berlin, allerdings auch hier formal als geschlossene Veranstaltung.
1893 folgte eine Inszenierung des Théâtre Libre in Paris (das Strindbergs Vorbild für sein eigenes Theater in Kopenhagen gewesen war), als erste Aufführung eines zeitgenössischen ausländischen Autors in Paris.
Erst 1904 gab es die erste Aufführung in Schweden.
Auch in den folgenden Jahren wurde das Stück wegen seiner Anstößigkeit nur selten gespielt.
1951 führte Alf Sjöberg in Stockholm erstmals eine vollständigere Fassung auf, die auch drastische Formulierungen enthielt, die der Verleger 1888 gestrichen hatte. Erst 1964 gelang eine vollständige Rekonstruktion des ursprünglichen Textes.
Inzwischen ist Fräulein Julie das am häufigsten aufgeführte Theaterstück Strindbergs.
Das Vorwort dazu gilt heute als eine der wichtigsten theoretischen Grundlagen für modernes naturalistisches Theater um die Jahrhundertwende.

## Theateraufführungen

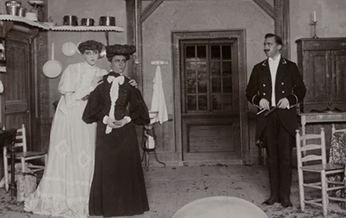
Erste reguläre schwedische Inszenierung im Folksteatern Stockholm 1906

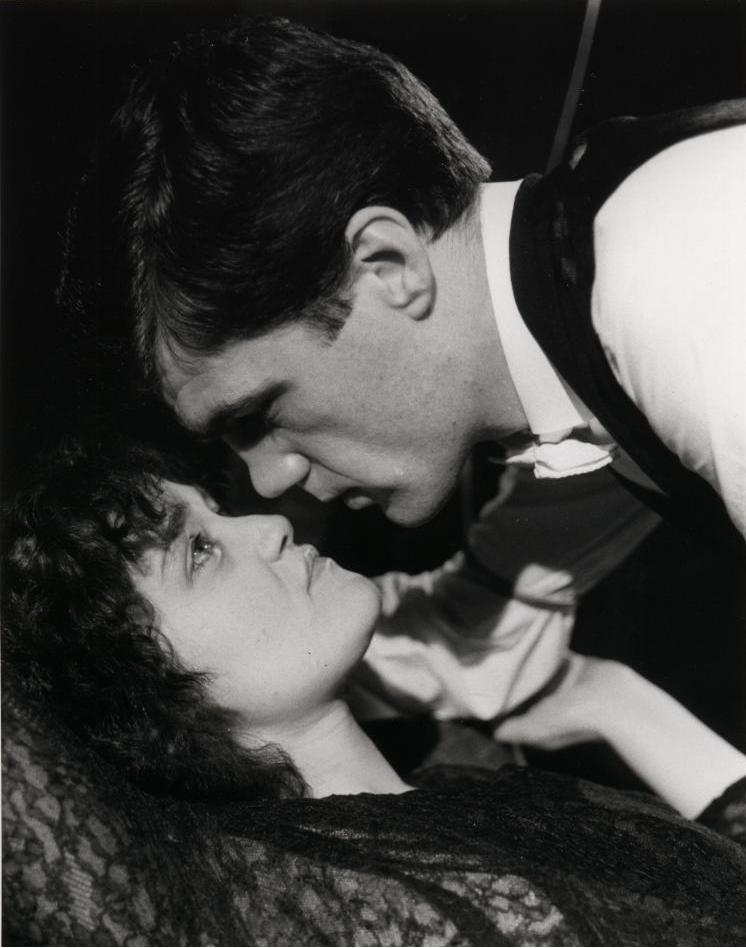
Angelique Rockas und Garry Cooper, Internationalist Theatre, London 1984

Fräulein Julie ist das am häufigsten aufgeführte Theaterstück Strindbergs. (Die Aufführungen bis 1907 sind verhältnismäßig vollständig.)
- 14. März 1889 Studentenklub der Universität Kopenhagen, erste Aufführung, als geschlossene Veranstaltung, mit Siri von Essen (Strindbergs Ehefrau), eine weitere Vorstellung
- 3. April 1892 Residenztheater Berlin, durch die Freie Bühne, erste Aufführung in einem Theater, formal nur für Mitglieder, mit Rosa Bertens, wegen starker Proteste keine weiteren Aufführungen
- 16. Januar 1893  Théâtre Libre Paris, auch Gastspiel in Amsterdam
- 1897/98 Ermete Zacconi und Company, Mailand
- 1902 Stuttgart
- 1903 Carl-Schultze-Theater Hamburg, Gastspiel des Paul-Linsemann-Ensembles, mit Willy Hagen
- 10. Mai 1904, Kleines Theater Berlin, Regie Richard Vallentin (Intendant Max Reinhardt), mit Gertrud Eysoldt und Hans Wassmann, viele Aufführungen und Gastspiele
- Herbst 1904 Großer Gildesaal Uppsala, erste Aufführung in Schweden, geschlossene Veranstaltung
- 3. Januar 1906 Neues Theater St. Petersburg
- Anfang Dezember 1906 Korsch Theater Moskau
- 13. Dezember 1906 Folkteatern Stockholm, erste Aufführung in Schweden in einem Theater
- 2. Dezember 1907 Intima Teatern Stockholm, im Sommer 1908 eine Vorstellung nur für August Strindberg und George Bernard Shaw als einzige Zuschauer
- 1908 Dresden, in der Sprache Esperanto, mit einem zweiten Einakter Paria von Strindberg
- 23. Januar 1949 Königliches Schauspielhaus Dramaten Stockholm, Regie Alf Sjöberg, erste Inszenierung nach ungekürztem Originaltext, Gastspiele in Norwegen, Helsinki, Paris, Wien, berühmte Aufführung, 1951 Film

## Verfilmungen
(Auswahl)
- Fröken Julie, Schweden 1912, Regie Anna Hofman-Uddgren, erste Verfilmung
- Fräulein Julie, Deutschland  1921, Regie Felix Basch, mit Asta Nielsen, zweite Verfilmung
- Fröken Julie, Schweden 1951, Regie Alf Sjöberg, Hauptpreis der Filmfestspiele von Cannes
- Miss Julie, 1999, Regie Mike Figgis
- Fröken Julie, 2014, Regie Liv Ullmann
- She's Wild Again Tonight, 2015, Regie Fia-Stina-Sandlund, mit Gustaf Norén und Shima Niavarani

## Weitere Versionen

### Vertonungen
- Fröken Julie, 1950,  Ballett, Produktion Birgit Cullberg, Musik Ture Rangström, Uraufführung in Västerås
- Miss Julie, 1965, (Oper) von Ned Rorem
- Miss Julie, 1973, (Oper) von Antonio Bibalo
- Miss Julie, 1977 (Oper) von William Alwyn
- Fröken Julie, 1994, Oper von Ilkka Kuusisto, Uraufführung an der Oper von Vaasa, Finnland
- Julie, 2005, Oper von Philippe Boesmans, Uraufführung in der La-Monnaie-Oper in Brüssel

### Hörspiele
Die einzige deutschsprachige Hörspielfassung gab es 1963 vom Süddeutschen Rundfunk, Regie Kraft-Alexander, mit Sibylle Dochtermann, in der Übersetzung von Peter Weiss.

## Textausgaben
Schwedische Fassungen

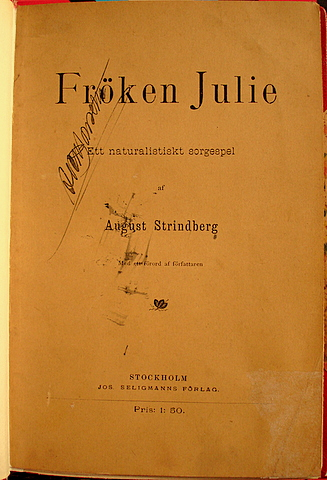
Erste schwedische Ausgabe 1888

- Fröken Julie, 1888, Erstausgabe (gekürzte Fassung des Originalmanuskripts) Runeberg

Deutsche Übersetzungen
- Fräulein Julie. Naturalistisches Trauerspiel. Aus dem Schwedischen von Ernst Brausewetter. Einzige autorisierte deutsche Ausgabe, Leipzig 1888 (umfangreicher als schwedische Fassung von 1888) Text im Projekt Gutenberg-DE (Digitalisat)
- Fräulein Julie. Ein naturalistisches Trauerspiel. aus dem Schwedischen übertragen und mit einem Nachwort versehen von Peter Weiss. Suhrkamp, 1961/67, überarbeitet 1979, 1984 (Auszüge)
- Fräulein Julie. übersetzt von Hans Egon Gerlach, 1976
- Fräulein Julie. übersetzt und mit Nachwort von Heiner Gimmler, 1988
- Fräulein Julie. Übersetzung Christel Hildebrandt, mit Nachwort, Reclam 2003